# سفارة روسيا في بولندا
سفارة روسيا في بولندا هي أرفع تمثيل دبلوماسي لدولة روسيا لدى بولندا. تقع السفارة في وارسو وهي تهدف لتعزيز المصالح الروسية في بولندا.

## وصلات خارجية
- الموقع الرسمي
- قائمة سفارات روسيا
- قائمة السفارات في بولندا